# Pierre-André Page

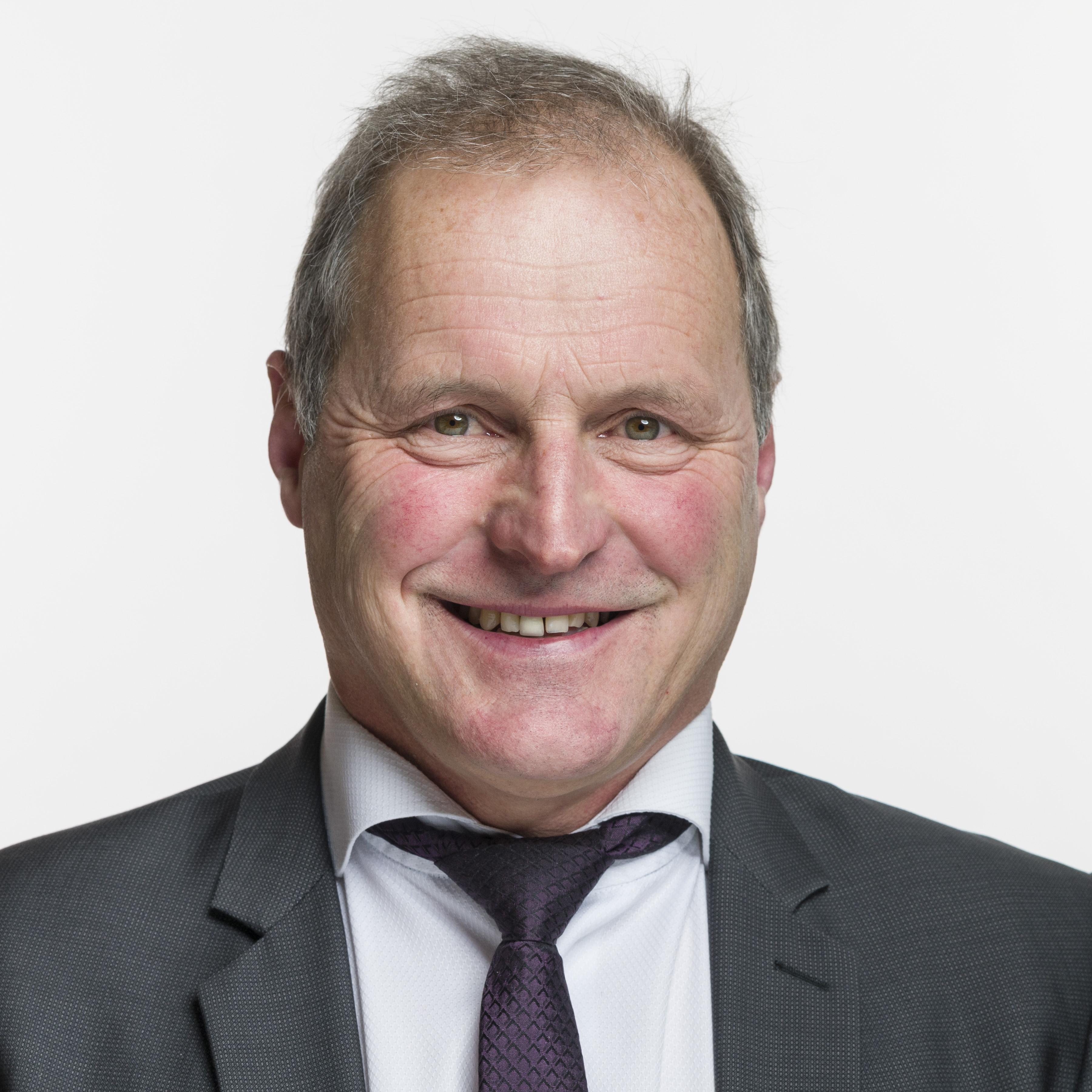
Pierre-André Page (2019)

Pierre-André Page (* 19. April 1960 in Riaz; heimatberechtigt in Châtonnaye) ist ein Schweizer Politiker (SVP). Er ist seit 2015 Mitglied des Nationalrats und 2024/2025 dessen 1. Vizepräsident.

## Leben
Page durchlief eine Landwirtschaftslehre in Gempen. Anschliessend erwarb er sich auf der Landwirtschaftsschule in Grangeneuve ein Eidgenössisches Fähigkeitszeugnis als Landwirt. 1986 bestand er die Meisterprüfung als Landwirt. Er führt einen auf Milchproduktion und Viehzucht spezialisierten Betrieb. Von 2011 bis 2021 war er Präsident der Landi in Romont FR.
Er ist verheiratet, Vater von drei Kindern und lebt in Châtonnaye.

## Politik
Page wurde 1991 in den Gemeinderat (Exekutive) von Châtonnaye gewählt und wurde 2001 Syndic der Gemeinde. 1996 wurde er erstmals in den Freiburger Grossen Rat gewählt und seither jeweils wiedergewählt. Er präsidierte den Rat 2009. Nach drei erfolglosen Versuchen gelang ihm 2015 die Wahl in den Nationalrat, worauf er sein Grossratsmandat aufgab. 